# Зійшлись, побрались, поєднались…
«Зійшлись, побрались, поєднались…» — вірш Тараса Шевченка 1860 року, написаний у С.-Петербурзі.

## Написання та автографи
Зберігся чистовий автограф вірша на окремому аркуші; чистовий автограф у «Більшій книжці».
Чистовий автограф не датований. Дата в автографі «Більшої книжки»: «5 декабря». Вірш датується дослідниками за автографом у «Більшій книжці» та його місцем серед творів 1860-го: 5 грудня 1860 року, та місцем написання — С.-Петербург.
Первісний автограф — на окремому аркуші, на якому перед тим невідомою рукою переписано вірш Шевченка «Н. Т. («Великомученице кумо!..»)». Текст закінчувався рядком 9. З цього автографа, з кількома виправленнями, Шевченко переписав вірш до «Більшої книжки», текст якої остаточний.

## Публікація
Вперше надруковано за «Більшою книжкою» в журналі «Основа» 1861 року (№ 8, стор. 1 — 2).
За першодруком зроблено списки невідомою рукою: в рукописній збірці «Сочинения Т. Г. Шевченка» 1862 року та в рукописній збірці, яка зберігається в ДАРФ.
До збірки творів уперше введено у виданні: «Кобзарь Тараса Шевченка / Коштом Д. Е. Кожанчикова» 1867 року (СПб., стор. 662), де подано за першодруком.

## Сюжет
Вірш за темою й настроєм пов'язаний у першій частині з групою поезій 1860 року, в яких відбилися мрії поета про одруження й родинне життя («Подражаніє Едуарду Сові», «Росли укупочці, зросли», «Ликері»), а в другій — з групою віршів, написаних восени 1860го під враженням розриву з Л. Полусмаковою («Л.», «Якби з ким сісти хліба з'їсти», «Минули літа молодії»). Перші шість рядків твору — варіація теми родинного щастя, родинна ідилія. Дальші чотири рядки — антитеза до попередніх, крах вимріяної ідилії. Інтимно-автобіографічну тему (крах родинного щастя) тут своєрідно «об'єктивізовано» в розповіді про типову долю селянської родини, особисте щастя якої руйнується тодішнім суспільним ладом. Маючи ліричний підтекст, пов’язаний з власною драмою поета, вірш містить широке суспільне узагальнення. Поет ніби зливає тут своє особисте горе з безмежним горем народним, доводить, що його зруйнована мрія про родинне щастя — лише одна з мільйонів зруйнованих людських мрій.